# Spoorlijn Neubeckum - Münster
De spoorlijn Neubeckum - Münster is een Duitse spoorlijn en is als spoorlijn 9213 onder beheer van DB Netze, tot 2006 was dit lijn 2943.

## Geschiedenis
Het traject werd door de Westfälische Landes-Eisenbahn-Gesellschaft geopend op 30 september 1903.  

## Aansluitingen
In de volgende plaatsen is of was er een aansluiting op de volgende spoorlijnen:
Neubeckum
DB 1700, spoorlijn tussen Hannover en Hamm
DB 2940, spoorlijn tussen Neubeckum en Beckum
DB 2941, spoorlijn tussen Neubeckum en de aansluiting Friedrichshorst
DB 2942, spoorlijn tussen Neubeckum W26 en W12
DB 2990, spoorlijn tussen Minden en Hamm
Münster (Westf) Hauptbahnhof
DB 2000, spoorlijn tussen Lünen en Münster
DB 2200, spoorlijn tussen Wanne-Eickel en Hamburg
DB 2013, spoorlijn tussen Münster en Rheda-Wiedenbrück
DB 2265, spoorlijn tussen Empel-Rees en Münster
DB 2931, spoorlijn tussen Hamm en Emden